# Ferenc Hepp
Ferenc Hepp (Békés, 3 novembre 1909 – 27 novembre 1980) è stato un arbitro di pallacanestro e dirigente sportivo ungherese, membro del Naismith Memorial Basketball Hall of Fame dal 1981 e del FIBA Hall of Fame dal 2007 in qualità di contributore.
Considerato il "padre della pallacanestro ungherese", fu presidente della Federazione cestistica dell'Ungheria. Dal 1948 al 1956 è stato uno dei membri della Commissione Tecnica della FIBA, e successivamente fu membro del "Central Board" e della "Commission of Finances and Amateurism" della stessa FIBA. Fece parte del Comitato Olimpico Ungherese.
Dagli anni trenta svolse la professione di arbitro di pallacanestro in Ungheria, divenendo anche arbitro internazionale (1946-1957).